# Sven Petrini
Sven Julius J:son Petrini, född 12 april 1891 i Pjätteryds församling, Kronobergs län, död 14 december 1963 i Danderyds församling, Stockholms län
,, var en svensk jägmästare och skogsvetare. 

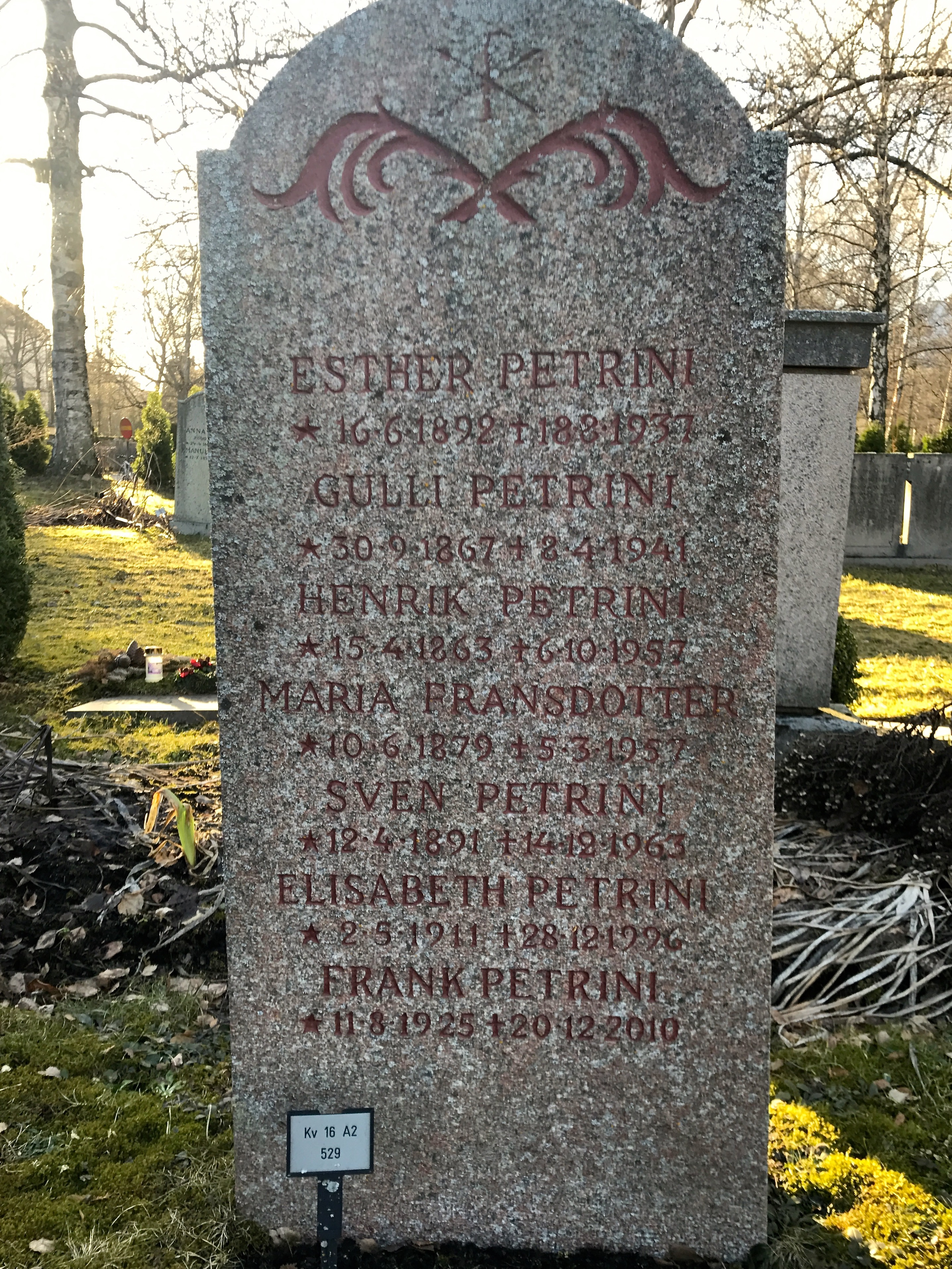
Gravvård Norra begravningsplatsen, där även hans son och adoptivföräldrar ligger

Petrini var 1945–1957 professor i skogsuppskattning med skogsindelning vid Skogshögskolan. Han blev ledamot av Lantbruksakademien 1956 och var från 1957 tjänsteman i akademien som skoglig sekreterare.